# René Moore
René Moore, né le 19 mars 1959 à Los Angeles, est un auteur, compositeur et producteur de nationalité américaine. 
Il eut des succès notables dans les années 1980 avec la chanteuse soul Angela Winbush (en) : I'll Be Good, Save Your Love, Your Smile et You don't Have to Cry.
En tant que musicien, René joue du clavier, du synthétiseur et du piano. René effectue aussi les programmations et les arrangements.
Moore et Winbush ont découvert l'artiste soul Stephanie Mills et le rappeur Kurtis Blow. En 1986, le couple qu'il formait avec Angela Winbush (en) se sépare. 
Dans les années 1980, il écrit notamment pour Janet Jackson. Il écrira plus tard pour son frère Michael Jackson (album Dangerous en 1991).
Il réalisa deux albums solo quelques années plus tard.

## Albums solo
- Destination Love (1988)
- Street Songz (2004)

## Compositions
- 1978 : Something Special - Ollie Baba
- 1979 : Let Your Love Run Free - Lamont Dozier
- 1980 : Love Uprising - Tavares
- 1981 : I Love You More - Rene & Angela
- 1982 : Burnin Love - Plush
- 1981 : Wanna Be Close To You - Stevie Woods
- 1982 : Love's Alright - Odyssey
- 1982 : Young Love - Janet Jackson
- 1985 : Secret Rendezvous - Rene & Angela
- 1985 : I'll Be Good - Rene & Angela
- 1985 : Save Your Love - Rene & Angela
- 1985 : I Have Learned To Respect The Power Of Love - Stephanie Mills
- 1986 : You'll Never Find - Janet Jackson
- 1986 : Coming Attractions - Champagne
- 1987 : New At It - Jennifer Holliday
- 1987 : Newclus - Huxtable House Party
- 1991 : Jam - Michael Jackson
- 1991 : La La Means I Love You - La La
- 1993 : Free And Easy - Rene & Angela
- 1994 : The Best Is Yet To Come - David Hasselhoff
- 1995 : Until The Last Teardrop Falls - David Hasselhoff
- 1995 : This Time Around - Michael Jackson feat. Notorious BIG
- 1995 : Your Smile - Rene & Angela
- 1997 : I Love The Dough - Notorious BIG
- 2000 : 900 Degrees - Ian Pooley
- 2000 : My First Love - Avant
- 2001 : Heaven Only Knows - Faith Evans
- 2005 : Change - Beanie Sigel